# Civilization III
Civilization III – strategiczna gra turowa amerykańskiego studia Firaxis Games. Gra została wydana 30 października 2001 na platformy Windows i Mac. Jest to trzecia część serii Civilization. Podobnie jak w poprzednich odsłonach serii, gracz rozwija cywilizację począwszy od 4000 p.n.e. aż po czasy współczesne. Zmianą w stosunku do poprzednich części było wprowadzenie dowódców armii, którzy mogli zwiększać swoje doświadczenie w czasie rozgrywki. Gra spotkała się z pozytywną reakcją recenzentów uzyskując 90 punktów na 100 według serwisu Metacritic.